# Rolf Trolle
Rolf Isidor Trolle, född 16 december 1883 i Sundsvall, död 28 januari 1972 på Lidingö, var en svensk målare, tecknare och grafiker.
Han var son till stationsinspektor Isidor Trolle och Augusta Tronet. Rolf Trolle studerade vid Althins målarskola 1902–1904 och vid Kungliga konsthögskolan 1904–1904 och en kortare tid för Axel Tallberg vid Konstakademiens etsningsskola. Trolle tilldelades stipendium ur Kinmansons fond från Konstakademin 1910 och 1924 samt Uno Troilis stipendium 1927. Som många andra svenska konstnärer hindrades han att genomföra studieresor på grund av det första världskriget och när freden kom hade Paris till stor del förlorat hans lockelse och han gjorde istället tolv studieresor till Spanien den första 1919 och fyra till Frankrike den första 1920 och senare till Italien. När han kom åter till Sverige efter sin första resa 1919 hade konstnärsgruppen Optimisterna bildats som en motvikt till Falangen. Tillsammans med bland andra Olle Ågren, Martin Åberg, Bertil Damm och Mollie Faustman kom han att medverka i Optimisternas första utställning som så framgångsrik att den även i oförändrat skick visades i England. På grund av olika viljor inom Optimistgruppen skingrades den efter något år och därefter medverkade inte Trolle i några fler konstnärsgrupper. Separat debuterade han 1932 på Konstnärshuset i Stockholm där han senare ställde ut ytterligare fem gånger och i bland annat Norrköping, Borås, Söderhamn, Västerås och Hudiksvall. Tillsammans med Torsten Holmberg ställde han ut i Linköping 1942 och tillsammans med  Thorsten Andersson och Kjell Lundberg samt med Per Englund och Mollie Faustman i Ljusdal 1956. Han medverkade upprepade gånger i Sveriges allmänna konstförenings Stockholmssalonger sedan mitten av 1910-talet och utställningar arrangerade av Östgöta konstförening. Han var representerad i De Fries utställning i Stockholm 1912 och i Helsingfors 1913, Optimisternas utställningar på Liljevalchs konsthall 1926 och 1928, utställningen Nio independenter som visades på Liljevalchs 1938, Svenska konstnärernas förenings utställning på Konstakademien  1948 och 1954 samt i flera av Lidingösalongerna på 1960-talet.
Hans konst består till stor del av ungdomliga pojk- och flickmodeller, barnporträtt, stilleben och landskapsskildringar.
Trots att han var född i Medelpad var han en stor hälsingevän och mer Hälsinge än många infödda. Han uppförde 1924 en gård för sommarvistelse vid Ljusnan och något år senare flyttade han en gammal hälsingegård till Lidingö och vid sidan av sitt eget skapande bedrev han forskning i äldre allmogemåleri från Hälsingland. 
Under slutet av 30 talet och början av 40 talet anordnade ABF i Linköping målarkurser. Den första läraren var Leoo Verde som sedermera efterträddes av Rolf Trolle. Bland Trolles elever kan bland annat nämnas Alf Gustavsson,  Thorsten Andersson, Inga Loarp, Ivar Hammarlund, Eric Persson samt Kjell Lundberg.
Trolle är representerad vid bland annat i Moderna museet, Norrköpings konstmuseum, Östergötlands museum, Örebro läns museum, Borås konstmuseum, Östersunds museum, Sörmlands museum, Hälsinglands museum, Córdobas museum i Argentina och Göteborgs konstmuseum och Sörmlands museum
Trolle var åren 1911–1918 gift med läraren Esther Faustman (1884–1935), syster till Mollie Faustman samt dotter till civilingenjör Edvard Faustman och Alma Karsten. De fick sonen Jan Peder Trolle (1913–1996). Från 1921 var han sedan gift med Ruth Behm (1892–1983), dotter till länsveterinär Karl Behm och Hulda Bergvall. De fick barnen Ulla Björkman (1921-2018) och Måns Christer Trolle (1933–1994).